# Le Chéri de sa concierge (film, 1934)
Pour les articles homonymes, voir Le Chéri de sa concierge.
Pour plus de détails, voir Fiche technique et Distribution.
Le Chéri de sa concierge est un film français réalisé par Giuseppe Guarino , sorti en 1934.

## Synopsis
Le jeune Eugène Crochard, que son entourage croit milliardaire à la suite d'une blague parue dans un journal, est poursuivi par une cohorte de gens dont sa très jolie concierge. Réellement devenu très riche, il finira par se faire aimer par la jeune fille dont il était secrètement amoureux. Il va devenir le chéri de sa concierge.

## Fiche technique
- Réalisation : Giuseppe Guarino
- Scénario : d'après le vaudeville de Raoul Praxy
- Dialogue : Jean-Louis Bouquet
- Illustrateur : J. P. God[1]
- Production : Oréa-Films (Joseph Guarino-Glavany[2])
- Tournage en janvier et février 1934
- Pays d'origine :  France
- Format :  Noir et blanc - 1,37:1 - 35 mm - son mono - procédé cinématographique : sphérique
- Genre : Comédie
- Durée : 81 minutes
- Date de sortie : 
  - France - 10 août 1934

## Distribution
- Fernandel : Eugène Crochard
- Alice Tissot : Mme Matteville, la concierge
- Yvette Lebon : Mlle Matteville, la jeune fille de la concierge
- Colette Darfeuil : La petite grue
- Henriette Leblond
- Mado Mailly
- Gilbert Pérignaux
- Marcel Vibert : Grandois
- Barencey
- Marcel Maupi
- Germain Champell
- Robert Ralphy
- Georges Bever
- Raymond Rognoni
- Louis Kerly
- Pierre Darteuil